# Nike din Samothrace

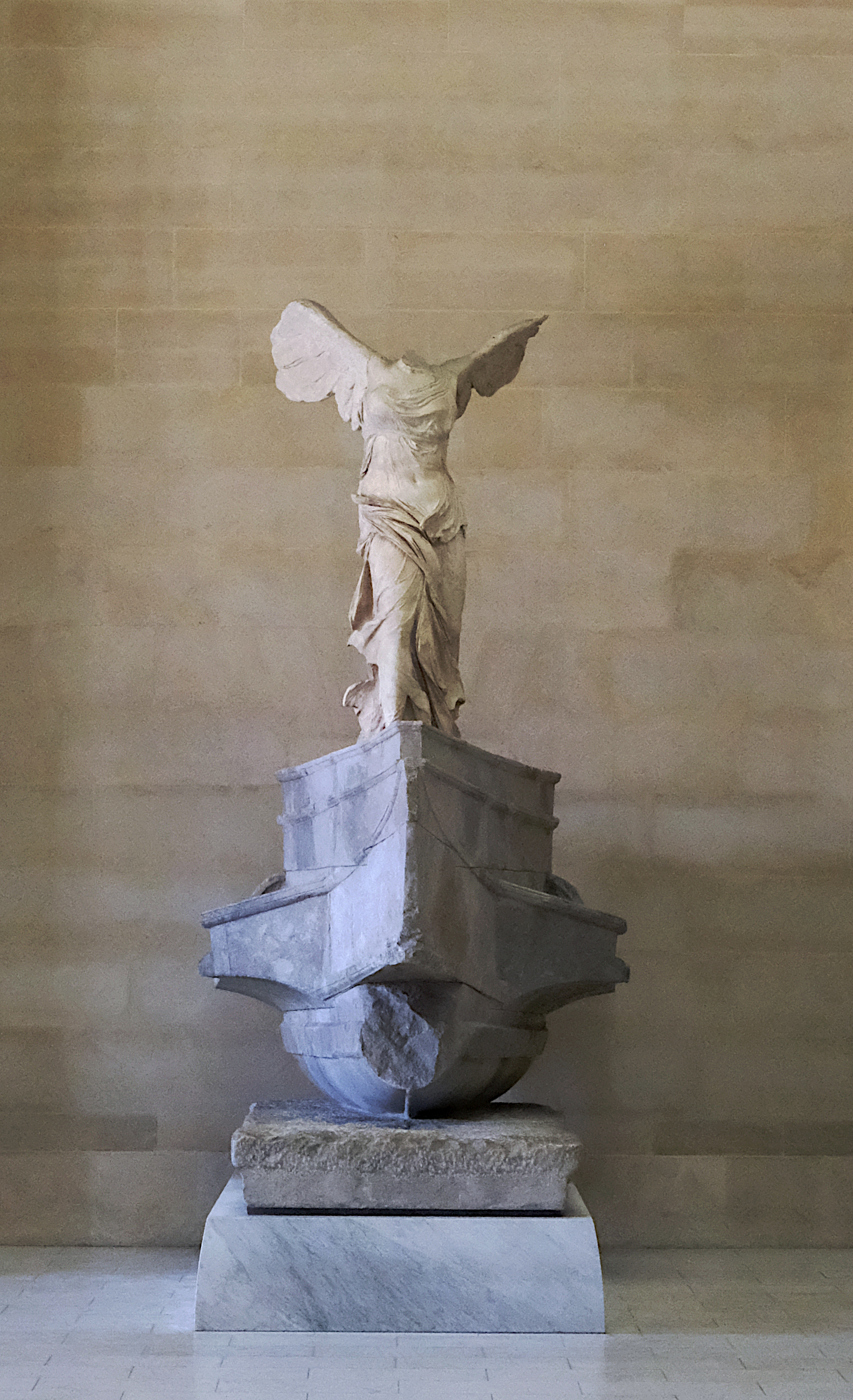
Vedere frontală

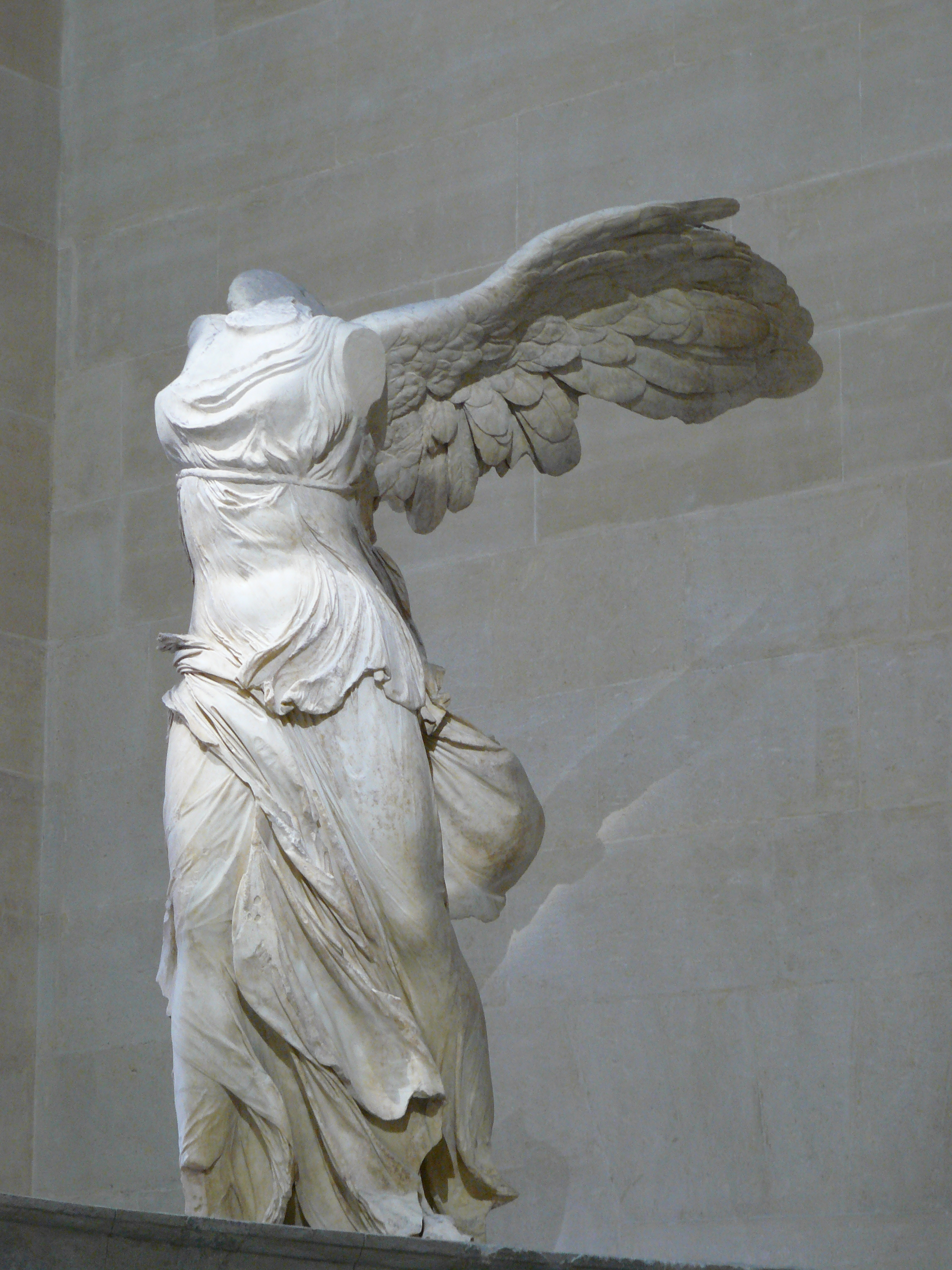
Nike of Samothrake Louvre Ma2369.jpg

Victoria din Samothrace (Grecia Antică: Νίκη τῆς Σαμοθράκης / Níkê tês Samothrákês) este o sculptură grecească, care o reprezintă zeița victoriei Nike, azi se află în cadrul muzeului Luvru în Paris. Ea a fost găsită în sanctuarul zeilor Cabiri, pe insula grecească Samothraki. Este, probabil, din jurul anului 190 î.H. Se presupune, că statuia a fost creată de un sculptor de pe insula Rodos. 
Viceconsulul francez în Sistemul Original Otoman Charles Champoiseau, a găsit în 1863 fragmente ale statuii Nike, care au fost reconstituite la fața locului și aduse la Paris. O săpătură austriacă a mai descoperit încă 1873 de fragmente, inclusiv două degete. În 1879 francezii au descoperit soclul, iar în 1950 a fost găsită palma dreaptă. Capul și brațele nu au fost găsite.
Statuia reprezintă, probabil, conceptul de monument al victoriei, drept mulțumire pentru victoria pe mare asupra lui Antioh al III-lea din Siria. De aceea stă precum o figură de proră pe botul unei nave. Întreaga statuie este, în conformitate cu Philippe Bruneau, de 328 cm înălțime, unde figura în sine este de 245 cm înălțime.
Soclul a fost a făcut din marmură gri din insula Rodos, statuia în sine, din marmură de Paros albă din insula Paros. Statuia poate fi vizitată la Luvru în Paris, acolo există o reconstrucție a mâinii drepte, cu degetele originale din Viena. Pe Samotracia este expusă o copie în mărime originală într-un muzeu în Palaeopolis, există, de asemenea, palma găsită în 1950. Alte copii în mărime originală stau în atriumul Universității Tehnice din Berlin, precum și în atriumul clădirii Universitatii din Zürich.

## Literatură
- Andrew Stewart: The Nike of Samothrace: Another View. In: American Journal of Archaeology. Band 120, 2016, S. 399–410.
- Marianne Hamiaux, Ludovic Laugier, Jean-Luc Martinez (Hrsg.): The winged Victory of Samothrace: Rediscovering a Masterpiece. Musée du Louvre, Paris 2015.
- Johannes Christian Bernhardt: Das Nikemonument von Samothrake und der Kampf der Bilder. Franz Steiner Verlag, Stuttgart 2014.

- Rezensionen: Sascha Kansteiner in: Göttinger Forum für Altertumswissenschaft. Band 19, 2016, S. 1007–1011 (PDF); Andrew Stewart bei sehepunkte. Ausgabe 15, Nr. 5, 2015.

- Andreas Grüner: Die Nike von Samothrake. In: Luca Giuliani (Hrsg.): Meisterwerke der antiken Kunst. S. 50–71. C. H. Beck Verlag, München 2005. ISBN 3-406-53094-X.
- Heiner Knell: Die Nike von Samothrake. Typus, Form, Bedeutung und Wirkungsgeschichte eines rhodischen Sieges-Anathems im Kabirenheiligtum von Samothrake. Darmstadt u. Stuttgart 1995. ISBN 3-534-12547-9. ISBN 3-8062-1320-8.